# Melina Pineda
Claudia Melina Pineda (21 de febrero de 1973, Tegucigalpa, M.D.C., Honduras) es una mezzosoprano de nacionalidad hondureña.

## Biografía
Melina Pineda nació en la ciudad de Tegucigalpa, M.D.C. república de Honduras, el 21 de febrero de 1973. Desde muy joven demostró su habilidad lírica, ganó una beca para continuar sus estudios en Estados Unidos de América, comenzó su carrera como soprano, luego pasó a ser mezzosoprano, ha cantado en inglés, español, francés, Latín, italiano. Obtuvo su maestría en ópera en el año 1999 en The Boston Conservatory y luego fue seleccionada para formar parte del reconocido Boston University Opera Institute. En la temporada 2001 a 2002, Melina Pineda, hace su debut con la ópera Boston Lyric como Thibault en Don Carlo de Verdi, y en el Utah Festival Opera como Adah en Naughty Marietta de Victor Herbert. 
Apareció como Rosina en Il Barbiere di Siviglia con la Orquesta Nacional Sinfónica de Honduras y en el festival de música de verano cantó varios recitales, ella cantó una canción en español en un recital para la inauguración presidencial en 2002.
Durante este tiempo conoció al que, cumplidos los 19, sería su primer esposo: Andrew Graham Stewart, que también ejercería de productor y mánager por un tiempo.

## Estudios
- Obtiene su bachiller en ciencias en negocios de administración, música en menor, en la university de Ozarks, en mayo de 1995.
- Obtiene el grado de Máster en ópera “Summ Cumm Laude” en el conservatorio de Boston en mayo de 1999.
- Obtuvo el Certificado en Performance, en el Instituto de ópera de la Universidad de Boston en el año 2002.
- Obtuvo otra beca, Anna Sosenko Performance Trust Grant en el año 2003.[1]

## Música y voz
Sus maestros de voz fueron Marlena Malas, Steven Smith y Sharon Daniels. Inicialmente comenzó siendo soprano, en la actualidad es mezzosoprano.
Sus entrenadores de voz han sido: Craig Rutenberg, Stephen Steiner, Scott Gilmore, Allison Voth, Michael Strauss, Ken Merrill, Carrie-Ann Matheson, Deborah Birnbaum, Kathy Kelly.
Ha tenido como Conductores a: Stewart Robertson, Richard Buckley, Michael Stern, Stephen Lord, , Martin Perlman, Gerald Steichen, William Lumpkin.
Algunos de sus directores han sido: Renata Scotto, Renaud Doucet, Edward Berkeley, Janet Bookspan,
Leon Major, Rhoda Levine, Francis Cullinan, Bill Fabris, Cecelia Schieve, Patricia-Maria Weinmann.

## Vida artística
Entre los años de 1999 a 2003 Melina, ha obtenido varios premios en diversos teatros y competencias de ópera, en estados como Massachusetts y Florida; y otros países, entre ellos su país de origen Honduras.
- Ganó la competencia en el Concierto del año 2002 en la universidad de Boston ( 2002)
- Finalista en la competencia de Voz Heinz Rehfuss ( 2003)
- Ganador de la competencia de ópera Florida Grand Opera/Young Patronesses ( 2003)
- Finalista de la competencia de Ópera en Palm Beach ( 2003)

Fue seleccionada en el programa de artistas jóvenes de la “Florida Grand Opera”. Con roles protagónicos en varias óperas.
- 2000: Mrs. Cornett en la ópera Tobermory (por Jorge Martin), con la ópera Institute de Boston.
- 2000: Dinah, ópera Trouble in Tahiti, con la ópera Institute de Boston.
- 2001: Cherubino (cover), en la ópera Las bodas de Fígaro, Opera Institute en Boston.
- 2001: Beatrice, ópera Beatriz y Benedicto, Opera Institute, Boston.
- 2001: Adah en la ópera Naughty Marietta, festival de ópera de Utah.
- 2001: Trommler, en The Emperor from Atlantis, Opera Institute, Boston.
- 2001: Thibault, en Don Carlos, Bostón lyric ópera.
- 2002: Dorabella, Così fan tutte, Instituto de ópera, Boston.
- 2002: Historicus, Jephte, Boston Baroque.
- 2002: Prince Orlofsky, El murciélago, Instituto de ópera de Boston.
- 2002: Mercedes en la ópera Carmen, con la Boston Lyric Opera
- 2003: Ramiro(cover), La Finta Giardiniera, Florida Grand Opera
- 2003: Cherubino (cover), Las bodas de Fígaro, Florida Grand Opera
- 2003: Lola en la ópera Cavalleria Rusticana, Florida Grand Opera
- 2003: Concepción (Tour), La hora española, Florida Grand Opera
- 2003: Beatrice, ópera Beatriz y Benedicto, Aspen Opera Theatre
- 2003: Flora en la ópera La Traviata, con la Florida Grand Ópera
- 2004: Szulamit, en la ópera Szulamit (Donath, American Premiere), con la Florida Grand ópera.
- 2004: Dinah, ópera Trouble in Tahiti, con la ópera Berkshire.
- 2004: Suzuki, ópera Madama Butterfly, con la Florida Grand Ópera.
- Febrero de 2006: Suzuki, ópera Madama Butterfly, con la ópera de Knoxville.
- Octubre de 2006: Suzuki, ópera Madama Butterfly, con la ópera Boston Lyric.[2]